# إنديانابوليس 500 سنة 1979
سباق إنديانا بوليس -500 ميل 1979 أقيم في حلبة إنديانابوليس موتور سبيدواي في 27 مايو 1979 وفاز في السباق ريك ميرز من فريق فريق بنسك بمتوسط سرعة 158.899 ميل/س (255.723 كم/س).
وكان أول المنطلقين ريك ميرز بسرعة 193.736 ميل/س (311.788 كم/س).